# Apertura Sokol'skij
L'apertura Sokol'skij (chiamata anche apertura polacca o Orang-Utan) è un'apertura del gioco degli scacchi in cui il Bianco gioca
1. b4
Questa apertura prepara il fianchetto dell'Alfiere camposcuro, esattamente come lo fa l'apertura Larsen (1. b3); in più, l'apertura Sokolskij aumenta la pressione sul lato di donna, controllando la casa c5.
Venne giocata per la prima volta nel 1895 fra Fleissig e Schlechter a Vienna, partita che fu poi chiamata «l'immortale di Schlechter», poi successivamente da Tartakover contro Réti nella quinta partita del loro match a Vienna nel 1919 e poi giocata nella partita Tartakover-Maróczy, New York 1924.
Quelle partite non riscossero tuttavia una eco particolare e furono piuttosto considerate tentativi estemporanei di evadere dal cliché delle più comuni aperture teoriche.
La sua denominazione alternativa di apertura Orang-Utan nacque durante il  torneo di New York 1924: prima del torneo Tartakower aveva visitato lo zoo di New York e volle con l'apertura 1. b4 (seguita da b5) imitare scherzosamente i movimenti del primate.
Il primo serio studio teorico su questa apertura fu fatto dallo scacchista russo Aleksej Pavlovič Sokol'skij (1908–1969) nel 1963. Riuscì a conferire all'apertura un contenuto tattico-strategico, legando il tratto 1. b4 a un'idea di gioco, che si basa sull'occupazione rapida della grande diagonale nera.
L'apertura Sokol'skij, secondo le statistiche di ChessBase, è la nona prima mossa del Bianco più giocata nei tornei. Nell'Enciclopedia delle aperture scacchistiche è classificata con il codice A00.

## Alcune continuazioni
1. ...e5  (variante aperta, minaccia il pedone b4 con l'Alfiere camposcuro appena scoperto)
1. ...d5
2. Ab2 e6  (variante chiusa)
2. Aa3 (fianchetto largo, protegge il pedone)
2. Ab2 (continua l'originario progetto di fianchetto, ignorando la minaccia che incombe sul pedone)
2. b5
1. ...Cf6
1. ...e6
1. ...c6  (variante Outflank)
1 ...a5  (variante Zoloszy, sottrae al bianco il controllo della casa c5)
1. ...Ch6  (variante di Tübingen)